# Scott Wiper
Scott Wiper (Granville, 22 luglio 1970) è un regista, sceneggiatore, attore e produttore cinematografico statunitense.

## Filmografia parziale
- Un gran giorno per morire (A Better Way to Die) (2000) - regista, sceneggiatore, attore
- Pearl Harbor (2001) - attore
- Landspeed - Massima velocità (Landspeed) (2002) - attore
- Dark Descent (2002) - attore
- The Condemned - L'isola della morte (The Condemned) (2007) - sceneggiatore, regista
- La fredda luce del giorno (The Cold Light of Day) (2012) - sceneggiatore
- Presa mortale - Il nemico è tra noi (The Marine 3: Homefront) (2013) - sceneggiatore, regista
- The Marine 4: Moving Target (2015) - soggetto